# Orcaella
Orcaella é um gênero de golfinhos encontrado nas águas costeiras do Sudeste asiático, Indonésia, Nova Guiné e no norte da Austrália.

## Espécies
- Orcaella brevirostris (Gray, 1866) — Golfinho-do-irrawaddy ou Orcela
- Orcaella heinsohni Beasley, Robertson e Arnold, 2005 — Golfinho-australiano ou Golfinho-de-heinsohn